# Các nhà đương kim vô địch tại WWE
WWE là chương trình đấu vật chuyên nghiệp Hoa Kỳ có trụ sở tại Stamford, Connecticut. Các đai vô địch đổi chủ thông qua các trận đấu vật chuyên nghiệp, hoặc được trao cho một đô vật, thường là kết quả khi các cốt truyện khác nhau lên đến đỉnh điểm.
WWE chia chương trình thành bốn thương hiệu. Hai thương hiệu chính là Raw và SmackDown. NXT đóng vai trò là thương hiệu đang phát triển, chuyên đào tạo nhân tài lên dàn sao chính (và từng được coi là thương hiệu chính từ 2019 đến 2021), và NXT UK có trụ sở và dành cho các đô vật tại Anh — hai thương hiệu này được coi là một phần của NXT.
Cả 4 thương hiệu đều có chức vô địch chính và phụ cho đô vật nam, chức vô địch đơn cho các đô vật nữ và chức vô địch đồng đội cho các đô vật nam. Có hai chức vô địch đồng đội cho các đô vật nữ — một được bảo vệ tại Raw lẫn SmackDown, và một được bảo vệ trên NXT. Ngoài ra có một chức vô địch hạng ba, giành cho bất kỳ ai, bất kể mọi giới tính, kể cả không phải đô vật.
Hiện tại, WWE có tổng cộng 19 chức vô địch. Tính đến ngày 24 tháng 03 năm 2025, trong bốn thương hiệu hiện nay, 20 đô vật chính thức đang giữ chức vô địch, gồm 3 nhà vô địch kép (và một đai đồng đội bỏ trống). Danh sách dưới đây bao gồm số lần đô vật giành đai, ngày, địa điểm nơi thắng và mô tả về trận thắng.

## Tổng quát

### Dàn sao chính

#### Nam
Đứng đầu trong hệ thống phân cấp đai vô địch dành cho các đô vật nam WWE là WWE Championship của Raw và WWE Universal Championship của SmackDown — cả hai đều được coi là chức vô địch thế giới. Nhà vô địch WWE Championship hiện nay là Roman Reigns, đây là lần thứ tư anh giành đai khi đánh bại Brock Lesnar tại Đêm 2 WrestleMania 38. Reigns cũng vô địch lần hai đai WWE Universal Championship. Anh giành đai sau khi đánh bại Côn Liền và "The Fiend" Bray Wyatt trong trận No Holds Barred Triple Threat tại Payback; anh đè đếm Braun vào ngày 30 tháng 8 năm 2020.
Chức vô địch phụ dành cho đô vật nam đấu đơn bao gồm WWE United States Championship cho Raw và WWE Intercontinental Championship cho SmackDown. WWE United States Championship do Theory giữ — đây là lần đầu tiên anh vô địch đai này. Anh giành đai khi đánh bại Finn Bálor trong Raw ngày 18 tháng 4 năm 2022. Đai WWE Intercontinental Championship hiện đang được giữ bởi nhà vô địch một lần giành đai Gunther, anh đánh bại Ricochet trong SmackDown vào ngày 10 tháng 6 năm 2022.
Chức vô địch đồng đội dành cho đô vật nam gồm WWE Raw Tag Team Championship và WWE SmackDown Tag Team Championship — đều được công nhận là chức vô địch đồng đội thế giới. Cả hai đai hiện đang được giữ bởi The Usos (Jey Uso và Jimmy Uso), họ được công nhận là những nhà vô địch đồng đội WWE đích thực. Họ đang lần thứ ba vô địch đai Raw Tag Team, đánh bại đội RK-Bro (Randy Orton và Riddle) tại SmackDown ngày 20 tháng 5 năm 2022 trong trận Winners Take All match để đồng thời giành cả hai chức vô địch. Họ cũng lần thứ năm giành đai SmackDown Tag Team, khi đánh bại Rey Mysterio và Dominik Mysterio trong phần trước Kick-off tại Money in the Bank ngày 18 tháng 7 năm 2021.

#### Nữ
Đứng đầu trong hệ thống phân cấp đai vô địch nữ WWE gồm WWE Raw Women's Championship và WWE SmackDown Women's Championship — đều được coi là chức vô địch thế giới dành cho nữ. Bianca Belair là nhà vô địch Raw Women's Championship hiện tại khi cô đánh bại Becky Lynch tại Đêm 1 WrestleMania 38 vào ngày 2 tháng 4 năm 2022. Liv morgan là đương kim vô địch SmackDown Women's Championship và cô đang lần đầu vô địch đai này khi cô đánh bại Rounda bằng cách dùng ví tiền money in the bank.Money In The Bank vào ngày 13 tháng 6 năm 2022.
WWE Women's Tag Team Championship là chức vô địch đồng đội duy nhất dành cho nữ thuộc dàn sao chính, được bảo vệ song song trên hai thương hiệu Raw và SmackDown. Đai hiện đang bỏ trống. Các cựu vô địch Naomi và Sasha Banks bị đình chỉ và bị tước đai trong SmackDown ngày 20 tháng 5 năm 2022, sau khi họ bất ngờ xuất hiện trong Raw ngày 16 tháng 5. Một giải đấu sắp được tổ chức để tìm ra các nhà vô địch mới.

#### Mở rộng
WWE 24/7 Championship là một chức vô địch mở rộng của thương hiệu Raw và ai cũng có thể giành đai (bao gồm cả nhân viên không làm việc cho WWE). Đai có thể đổi chủ mọi lúc, mọi nơi, miễn là có trọng tài WWE xác thực. Nhà vô địch hiện tại là Danna brooke thuộc thương hiệu Raw, cô đang có 7 thắng đai này. Cô giành đai khi đè đếm Doudrop vào ngày 20 tháng 6 năm 2022 trong taping Maint Event (sẽ phát sóng trực tuyến ngày 23 tháng 6).

### Đang phát triển

#### NXT
NXT, còn gọi là NXT 2.0 từ tháng 9 năm 2021, là một thương hiệu đang đào tạo nhân tạo chính cho WWE, gồm ba chức vô địch nam và hai đai dành cho nữ.

##### Nam
Chức vô địch nam hàng đầu là NXT Championship. Bron Breakker hiện đang lần thứ hai vô địch đai này. Anh vô địch đai khi đánh bại Dolph Ziggler trong Raw ngày 4 tháng 4 năm 2022. Chức vô địch phụ dành cho nam là NXT North American Championship. Đai được giữ bởi người hai lần giành đai, Carmelo Hayes, khi đánh bại Cameron Grimes vào ngày 4 tháng 6 năm 2022 tại In Your House. Đai đồng đội là NXT Tag Team Championship hiện đang do đội The Creed Brothers (Brutus Creed và Julius Creed) vô địch đai lần đầu tiên. Họ đánh bại Pretty Deathly (Elton Prince và Kit Wilson) tại In Your House ngày 4 tháng 6 năm 2022 để lên ngôi vô địch.

##### Nữ
Đai vô địch đơn duy nhất dành cho đô vật nữ NXT là NXT Women's Championship được giữ bởi Mandy Rose, cô đang có lần đầu giành đai này. Cô giành đai sau khi đánh bại Raquel González trong trận đấu Trick or Street Fight do Chucky lựa chọn tại Halloween Havoc vào ngày 26 tháng 10 năm 2021. NXT còn một đai đồng đội dành cho nữ là NXT Women's Tag Team đang được giữ bởi đội của Dakota Kai và Raquel González. Nhóm đang lập kỷ lục hai lần vô địch đai và giành đai khi đánh bại nhóm Toxic Attraction (Gigi Dolin và Jacy Jayne) tại Stand & Deliver ngày 2 tháng 4 tại NXT 2.0.

#### NXT UK
NXT UK, là thương hiệu con thuộc NXT độc quyền có trụ sở tại Vương quốc Anh. Danh hiệu hàng đầu cho đô vật nam là WWE United Kingdom Championship, đang được giữ bởi Ilja Dragunov trong lần giữ đai đầu tiên của anh. Anh giành được danh hiệu khi đánh bại Walter tại TakeOver 36 vào ngày 22 tháng 8 năm 2021, chính thức chấm dứt hơn 2 năm Walter giữ đai. Danh hiệu đứng thứ hai trong NXT UK là NXT UK Heritage Cup Championship, có một quy định đặc biệt trong đó chỉ có thể giành đai theo "British Rounds Rules". Đương kim vô địch là Noam Dar đã đánh bại Tyler Bate trong NXT UK ngày 28 tháng 10 năm 2021 (ngày trận đấu diễn ra thực sự vẫn chưa rõ) để giành đai. Đai NXT UK Tag Team Championship được giữ bởi Ashton Smith và Oliver Carter, đây là lần đầu nhóm vô địch đai này. Nhóm đánh bại đội cựu vô địch Mustache Mountain (Trent Seven và Tyler Bate) và Die Familie (Charlie Dempsey và Rohan Raja) trong trận triple threat tag team match tại NXT UK vào ngày 21 tháng 4 năm 2022 (phát sóng ngày 2 tháng 6). Chức vô địch duy nhất dành cho đô vật nữa là đai NXT UK Women's Championship với người lần đầu và hiện đang giữ đai là Meiko Satomura, cô đánh bại Kay Lee Ray tại NXT UK ngày 10 tháng 6 năm 2021 (không rõ ngày trận đấu thực sự diễn ra).

## Các đương kim vô địch
Lưu ý: Bảng có cột "Số ngày được công nhận" nghĩa là WWE chính thức công nhận số ngày một đô vật giữ đai tính từ ngày trận đấu đó được phát sóng. Trong các trường hợp khác, đặc biệt là các tập NXT UK gần đây, không biết chính xác ngày trận đấu diễn ra.

### Dàn sao chính

#### Raw
| Danh hiệu                      | Các nhà vô địch hiện nay | Các nhà vô địch hiện nay        | Lần | Ngày thắng          | Số ngày giữ đai | Nơi thắng              | Ghi chú | Nguồn  |
| ------------------------------ | ------------------------ | ------------------------------- | --- | ------------------- | --------------- | ---------------------- | --- | ------ |
| WWE Championship               |                          | Roman Reigns                    | 4   | 3 tháng 4 năm 2022  | 80              | Arlington, Texas       | Đánh bại Brock Lesnar trong trận Winner Takes All match, cũng tranh cả đai Universal Championship tại Đêm 2 WrestleMania 38. Với việc giành được đồng thời hai đai vô địch, Reigns còn được công nhận là đương kim vô địch WWE Universal đích thực.                          | [ 11 ] |
| WWE Raw Women's Championship   |                          | Bianca Belair                   | 1   | 2 tháng 4 năm 2022  | 81              | Arlington, Texas       | Đánh bại Becky Lynch tại Đêm 1 WrestleMania 38. | [ 12 ] |
| WWE United States Championship |                          | Theory                          | 1   | 18 tháng 4 năm 2022 | 65              | Buffalo, New York      | Đánh bại Finn Bálor trong Raw. |        |
| WWE Raw Tag Team Championship  |                          | The Usos (Jey Uso và Jimmy Uso) | 3   | 20 tháng 5 năm 2022 | 33              | Grand Rapids, Michigan | Đánh bại đội RK-Bro (Randy Orton và Riddle) trong trận Winners Take All match trong SmackDown, cũng tranh cả đai SmackDown Tag Team Championship. Với việc giành được cả hai chức vô địch đồng đội, The Usos còn được công nhận là đương kim vô địch đồng đội WWE đích thực. | [ 13 ] |

#### SmackDown
| Danh hiệu                           | Các nhà vô địch hiện nay        | Lần | Ngày thắng          | Số ngày giữ đai | Nơi thắng                | Ghi chú | Nguồn  |
| ----------------------------------- | ------------------------------- | --- | ------------------- | --------------- | ------------------------ | --- | ------ |
| WWE Universal Championship          | Roman Reigns                    | 2   | 30 tháng 8 năm 2020 | 661             | Orlando, Florida         | Đánh bại cựu vô địch "The Fiend" Bray Wyatt và Braun Strowman, người bị Reigns đè đếm trong trận No Holds Barred ba người tại Payback. Sau khi giành đai WWE Championship thuộc thương hiệu Raw tại Đêm 2 WrestleMania 38 vào ngày 3 tháng 4 năm 2022, Reigns cũng được công nhận là đương kim vô địch WWE Universal đích thực. | [ 14 ] |
| WWE SmackDown Women's Championship  | Ronda Rousey                    | 1   | 8 tháng 5 năm 2022  | 45              | Providence, Rhode Island | Đánh bại Charlotte Flair trong trận "I Quit" match tại WrestleMania Backlash. | [ 15 ] |
| WWE Intercontinental Championship   | Gunther                         | 1   | 10 tháng 6 năm 2022 | 12              | Baton Rouge, Louisiana   | Đánh bại Ricochet trong SmackDown. |        |
| WWE SmackDown Tag Team Championship | The Usos (Jey Uso và Jimmy Uso) | 5   | 18 tháng 7 năm 2021 | 339             | Fort Worth, Texas        | Đánh bại Rey Mysterio và Dominik Mysterio trong phần trước Kick-off tại Money in the Bank. Sau khi giành đai Raw Tag Team Championship vào ngày 20 tháng 5 năm 2022 trong SmackDown, The Usos còn được công nhận là đương kim vô địch đai đồng đội WWE đích thực.                                                               | [ 16 ] |

#### Khác
- Đai 24/7 Championship là một chức vô địch mở rộng.
- Đai WWE Women's Tag Team Championship được bảo vệ trên hai chương trình: Raw và SmackDown.

Những màu sắc sau đây biểu thị thương hiệu đang thi đấu của nhà vô địch hiện tại.
|  | Raw |  | SmackDown |  | NXT |  | NXT UK |

| Danh hiệu                         | Các nhà vô địch hiện nay | Các nhà vô địch hiện nay | Lần | Ngày thắng          | Số ngày giữ đai | Nơi thắng         | Ghi chú | Nguồn |
| --------------------------------- | ------------------------ | ------------------------ | --- | ------------------- | --------------- | ----------------- | --- | ----- |
| WWE 24/7 Championship             | N/A                      | Doudrop                  | 1   | 20 tháng 6 năm 2022 | 2               | Lincoln, Nebraska | Đánh bại Dana Brooke trong taping Maint Event. Sẽ phát sóng trực tuyến vào ngày 23 tháng 6. |       |
| WWE Women's Tag Team Championship | Bỏ trống                 | —                        | —   | —                   | —               | —                 | Các nhà cựu vô địch Sasha Banks và Naomi bị đình chỉ vô thời hạn và bị tước đai trong SmackDown ngày 20 tháng 5 năm 2022, do xuất hiện trong Raw ngày 16 tháng 5 và bỏ lại đai vô địch. Một giải đấu sẽ được tổ chức để tìm ra những nhà vô địch mới. |       |

### Đang phát triển

#### NXT
| Danh hiệu                         | Các nhà vô địch hiện nay                                                      | Lần | Ngày thắng           | Số ngày giữ đai | Địa điểm         | Ghi chú                                                                     | Nguồn  |
| --------------------------------- | ----------------------------------------------------------------------------- | --- | -------------------- | --------------- | ---------------- | --------------------------------------------------------------------------- | ------ |
| NXT Championship                  | Bron Breakker                                                                 | 2   | 4 tháng 4 năm 2022   | 79              | Dallas, Texas    | Đánh bại Dolph Ziggler trong Raw.                                           | [ 17 ] |
| NXT Women's Championship          | Mandy Rose                                                                    | 1   | 26 tháng 10 năm 2021 | 239             | Orlando, Florida | Đánh bại Raquel González tại Halloween Havoc.                               | [ 18 ] |
| NXT North American Championship   | Carmelo Hayes                                                                 | 2   | 4 tháng 6 năm 2022   | 18              | Orlando, Florida | Đánh bại cựu vô địch Cameron Grimes tại In Your House.                      | [ 19 ] |
| NXT Tag Team Championship         | The Creed Brothers (Brutus Creed và Julius Creed)                             | 1   | 4 tháng 6 năm 2022   | 18              | Orlando, Florida | Đánh bại đội Pretty Deadly (Elton Prince và Kitt Wilson) tại In Your House. | [ 19 ] |
| NXT Women's Tag Team Championship | · Tập tin:Jacy Jayne NXT 2022.jpg Toxic Attraction (Gigi Dolin và Jacy Jayne) | 2   | 5 tháng 4 năm 2022   | 78              | Dallas, Texas    | Đánh bại Raquel Gonzales và Dakotai Kai tại NXT 2.0.                        |        |

#### NXT UK
| Danh hiệu                        | Các nhà vô địch hiện nay                         | Lần | Ngày thắng          | Số ngày giữ đai | Số ngày được công nhận | Nơi thắng        | Ghi chú | Nguồn  |
| -------------------------------- | ------------------------------------------------ | --- | ------------------- | --------------- | ---------------------- | ---------------- | --- | ------ |
| NXT United Kingdom Championship  | Ilja Dragunov                                    | 1   | 22 tháng 8 năm 2021 | 304             | 304                    | Orlando, Florida | Đánh bại Walter tại TakeOver 36. | [ 20 ] |
| NXT UK Women's Championship      | Tập tin:Meiko Satomura 2019.07.11.jpg Mandy Rose | 1   | Không rõ            | Không rõ        | 5                      | London, Anh      | Đánh bại Kay Lee Ray tại NXT UK. Phát sóng ngày 10 tháng 6 năm 2021. Không rõ ngày trận đấu diễn ra, vì NXT đã tổ chức các buổi diễn và sự kiện không khán giả kể từ khi tiếp tục hoạt động vào cuối năm 2020, sau một thời gian gián đoạn do Đại dịch COVID-19.       | [ 21 ] |
| NXT UK Heritage Cup Championship | Tập tin:Noam Dar April 2019.jpg Noam Dar         | 1   | Không rõ            | Không rõ        | 237                    | London, Anh      | Đánh bại Tyler Bate trong NXT UK. Phát sóng ngày 28 tháng 10 năm 2021. Chưa rõ chính xác ngày trận đấu được diễn ra, vì NXT UK tổ chức các buổi biểu diễn không khán giả kể từ khi tiếp tục hoạt động vào cuối năm 2020 sau một thời gian ngừng biểu diễn do COVID-19. | [ 22 ] |
| NXT UK Tag Team Championship     | Ashton Smith và Oliver Carter                    | 1   | 21 tháng 4 năm 2022 | 62              | 20                     | London, Anh      | Đánh bại đội cựu vô địch Moustache Mountain (Trent Seven và Tyler Bate) và đội Die Familie (Charlie Dempsey và Rohan Raja) trong trận triple threat tag team match tại NXT UK. Trận đấu phát sóng ngày 2 tháng 6 năm 2022.                                             |        |